# Akie Kotabe
Akihiro Lawrence Kotabe (Lansing (Michigan), 18 juli 1980) is een Amerikaans acteur.
Kotabe speelde in diverse televisieproducties, waaronder de rol van Akira Takahashi in Mad Men, Eric in The Assets en Ben Nakamura in The Man in the High Castle. Op het witte doek acteerde Kotabe de rol van Meyers in The November Man en Dead Man in Everly. Zijn werk omvat meer dan 100 producties.